# Princípio (álbum de Leonardo Gonçalves)
Princípio é o primeiro álbum ao vivo do cantor brasileiro Leonardo Gonçalves, lançado em novembro de 2014 pela gravadora Sony Music Brasil. Dirigido por Hugo Pessoa, o projeto visou abranger o repertório de toda a discografia do artista.
O projeto contém a participação especial de Daniela Araújo, cantora e ex-esposa do cantor, além de Duca Tambasco, conhecido por ser o baixista da banda de rock Oficina G3.
Em 2023, em comemoração a 10 anos da gravação do álbum, foi lançada uma edição de luxo do projeto nas plataformas digitais.

## Lançamento e recepção
| Críticas profissionais | Críticas profissionais |
| Avaliações da crítica  | Avaliações da crítica  |
| Fonte                  | Avaliação              |
| ---------------------- | ---------------------- |
| Super Gospel           | [ 6 ]                  |

Princípio foi lançado em novembro de 2014 pela Sony Music Brasil e recebeu críticas favoráveis. Em avaliação feita pelo Super Gospel, o projeto recebeu 4 estrelas e meia de 5. No texto, foi afirmado que o trabalho "não se propõe a reproduzir roboticamente as gravações anteriores de estúdio, mas cria novas abordagens através das músicas já conhecidas".
Em 2019, o álbum foi eleito pelo Super Gospel o 3º melhor DVD da década de 2010.
Em 2022, a Pro-Música Brasil certificou este álbum como disco de ouro.

## Faixas
| N.º            | Título                                      | Compositor(es)                                                      | Duração |  |
| 1.             | "Sublime"                                   | Daniela Araújo                                                      | 4:27    |  |
| 2.             | "Bondade"                                   | Rafael Brito                                                        | 4:11    |  |
| 3.             | "Fé"                                        | Leonardo Gonçalves, Edgard Cabral, Daniela Araújo e Jorginho Araújo | 4:29    |  |
| 4.             | "Verdade" (part. de Daniela Araújo)         | Daniela Araújo e Jorginho Araújo                                    | 4:14    |  |
| 5.             | "Dualidade"                                 |                                                                     | 1:19    |  |
| 6.             | "Mente e Coração"                           | Leonardo Gonçalves                                                  | 5:08    |  |
| 7.             | "Na Grandeza"                               | Samuel Silva                                                        | 3:53    |  |
| 8.             | "Isaías 53"                                 |                                                                     | 0:56    |  |
| 9.             | "Getsêmani"                                 | Cleiton Schaefer                                                    | 5:04    |  |
| 10.            | "Ele Vive"                                  | Leonardo Gonçalves e Rafael Brito                                   | 4:21    |  |
| 11.            | "Novo"                                      | Tiago Arrais                                                        | 5:47    |  |
| 12.            | "There" (part. de Duca Tambasco)            | Leonardo Gonçalves e Samuel Silva                                   | 4:42    |  |
| 13.            | "Princípio"                                 |                                                                     | 11:03   |  |
| 14.            | "Princípio e Fim" (part. de Daniela Araújo) | Felipe Valente                                                      | 7:47    |  |
| Duração total: | Duração total:                              | Duração total:                                                      | 67:31   |  |

## Ficha técnica
- Leonardo Gonçalves - vocais, produção musical, arranjos
- Daniela Araújo - vocais e arranjos
- Samuel Silva - arranjos e teclado
- Duca Tambasco - baixo
- Blacy Cella Gulfier - produção vocal
- Jorginho Araújo - arranjos
- Edgard Cabral - guitarra e arranjos
- Ocimar de Paula - baixo e arranjos
- Mucão Silva - bateria e arranjos
- Hugo Pessoa - direção de vídeo